# Лопатин, Борис Васильевич
Бори́с Васи́льевич Лопа́тин (2 августа 1920, Верхосунье, Вятская губерния — 2 мая 1944, Румыния) — капитан Рабоче-крестьянской Красной Армии, участник Великой Отечественной войны, Герой Советского Союза (1944).

## Биография

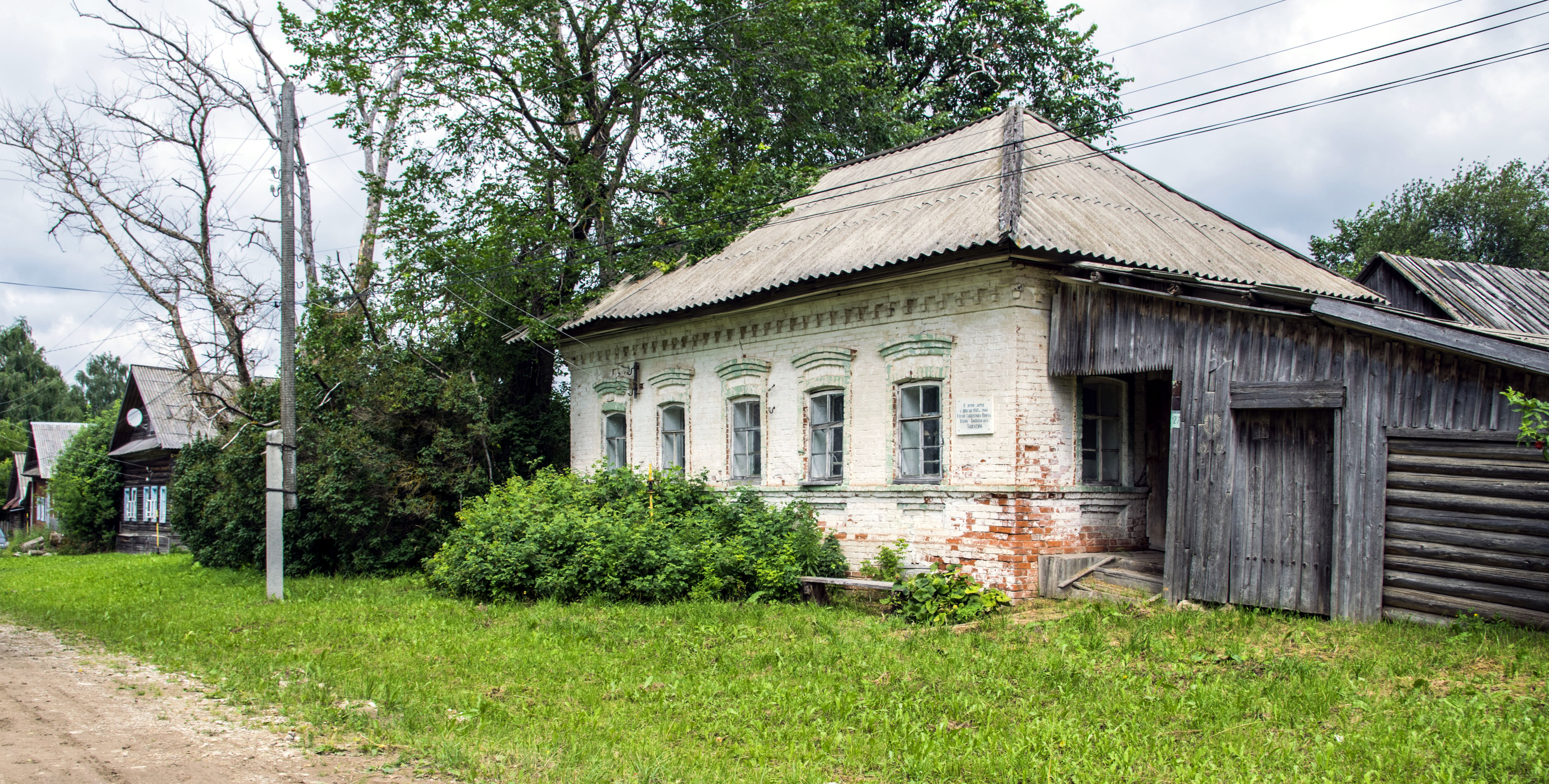
Дом, в котором родился и жил Б. В. Лопатин

Борис Лопатин родился 2 августа 1920 года в селе Верхосунье (ныне — Сунский район Кировской области). После окончания девяти классов школы работал в леспромхозе.
В декабре 1939 года Лопатин был призван на службу в Рабоче-крестьянскую Красную Армию. В 1940 году он окончил Пермскую военную авиационную школу лётчиков. С января 1942 года — на фронтах Великой Отечественной войны; в том же году принят кандидатом в члены ВКП(б). В апреле 1943 года был сбит над вражеской территорией, воевал в составе партизанского отряда. В июле того же года вернулся в армию.
К январю 1944 года капитан Борис Лопатин командовал эскадрильей 667-го штурмового авиаполка 292-й штурмовой авиадивизии 1-го штурмового авиакорпуса 5-й воздушной армии 2-го Украинского фронта. К тому времени он совершил 256 боевых вылетов на штурмовку скоплений боевой техники и живой силы противника, нанеся ему большие потери, сбил 2 вражеских самолёта лично и ещё 7 — в составе группы. В начале 1944 года был тяжело ранен, но сумел дотянуть до своей территории и посадить самолёт. 2 мая 1944 года самолёт Лопатина был сбит над территорией Румынии, весь экипаж погиб. Похоронен к западу от города Тыргу-Фрумос.
Указом Президиума Верховного Совета СССР от 1 июля 1944 года за «образцовое выполнение заданий командования и проявленные при этом мужество и героизм» капитан Борис Лопатин посмертно был удостоен высокого звания Героя Советского Союза. Также был награждён орденом Ленина и тремя орденами Красного Знамени.

## Награды
- три ордена Красного Знамени (29.6.1942[2], 15.2.1943[4], 21.1.1944[5])
- Герой Советского Союза (орден Ленина и медаль «Золотая Звезда»; 1.7.1944)[6].

## Память
В честь Лопатина названа улица в Кумёнах.